# Au fil des jours (série télévisée, 1975)
Pour les articles homonymes, voir Au fil des jours.
Au fil des jours (One Day at a Time) est une série télévisée américaine en 209 épisodes de 25 minutes, créée par Whitney Blake et Allan Manings et diffusée entre le 16 décembre 1975 et le 28 mai 1984 sur le réseau CBS.
En France, la série a été diffusée à partir du 4 janvier 1988 sur Antenne 2.

## Synopsis
Après son divorce, Ann Romano emménage avec ses deux filles à Indianapolis où elles démarrent une nouvelle vie…

## Distribution
- Bonnie Franklin (VF : Francine Lainé) : Ann Romano Royer
- Mackenzie Phillips (VF : Catherine Lafond) : Julie Cooper Horvath (1975-1981)
- Valerie Bertinelli (VF : Amélie Morin) : Barbara Cooper Royer
- Pat Harrington, Jr. (VF : Gérard Hernandez) : Dwayne Schneider
- Richard Masur : (VF : Henri Courseaux) David Kane (1975-1981)
- Mary Louise Wilson : Ginny Wrobliki (1976-1977)
- Michael Lembeck : Max Horvath (1981)
- Nanette Fabray : Katherine Romano
- Ron Rifkin : Nick Handris (1980-1981)
- Glenn Scarpelli (en) : Alex Handris (1980-1983)
- Shelley Fabares : Francine Webster (1978-1984)
- Boyd Gaines : Mark Royer (1981-1984)
- Howard Hesseman : Sam Royer (1982-1984)
- Joseph Campanella (VF : Jacques Balutin) : Ed Cooper

## Commentaires
En 1984, CBS souhaitait renouveler la série pour deux nouvelles saisons. Bonnie Franklin a décliné l’offre. Par conséquent, la chaîne a accepté sa décision. Les scénaristes de la série ont ainsi eu l’occasion de refermer l’histoire.

## Distinctions

### Récompenses
- Golden Globe Award 1981 : Meilleur acteur dans un second rôle pour Pat Harrington Jr.
- Golden Globe Award 1981 : Meilleure actrice dans un second rôle pour Valerie Bertinelli
- Golden Globe Award 1982 : Meilleure actrice dans un second rôle pour Valerie Bertinelli
- Emmy Award 1982 : Meilleure réalisation d'Alan Rafkin pour l'épisode Barbara's Crisis
- Emmy Award 1984 : Meilleur acteur dans un second rôle pour Pat Harrington Jr.